# Хронологія рекордів України з бігу на 400 метрів серед чоловіків
Рекорди України з бігу на 400 метрів визнаються Федерацією легкої атлетики України з-поміж результатів, які показали українські легкоатлети на відповідній дистанції на біговій доріжці стадіону, за умови дотримання встановлених вимог.

## Хронологія рекордів

### Ручний хронометраж
- Рекорди УРСР за ручним хронометражем на дистанції 400 метрів фіксувались впродовж всього періоду існування СРСР (до 1992 року), в тому числі й після 1976 року паралельно з фіксацією рекордів за автоматичним хронометражем.
- За часів незалежної України Федерація легкої атлетики України скасувала можливість реєстрації рекордів України на дистанції 400 метрів з часом, зафіксованим ручним хронометражем, лише наприкінці 2003.
- В першому стовпчику таблиці вказаний номер рекорду в хронологічному порядку. Відсутність такого номера навпроти відповідного результату означає, що він не був затверджений з певних причин як рекорд УРСР (України).

| | Час  | Атлет                       | Місто змагань | Дата змагань  | Примітки | Відео |
| --- | ---- | --------------------------- | ------------- | ------------- | -------- | ----- |
| 1 | 58,0 | Михайло Роматовський Харків | Харків        | 12-15.08.1921 |          |       |
| Всеукраїнська олімпіада, спортивний майданчик «Гельферіх-Саде», ф1: 1. Михайло Роматовський 58,0. |      |                             |               |               |          |       |
| 2 | 55,2 | Василь Калина Київ          | Харків        | 06.08.1922    |          |       |
| |      |                             |               |               |          |       |
| 3 | 54,3 | Василь Калина Київ          | Харків        | 14.08.1922    |          |       |
| II Загальноукраїнська олімпіада, ф1: 1. Василь Калина 54,3. |      |                             |               |               |          |       |
| | 52,8 | Марко Підгаєцький Харків    | Москва        | 09.09.1923    |          |       |
| Перший офіційно визнаний рекорд СРСР на дистанції 400 метрів. У зв'язку з тим, що результат був показаний за межами УРСР, він не міг бути визнаний рекордом УРСР згідно з тогочасними правилами реєстрації республіканських рекордів.                                                                                 |      |                             |               |               |          |       |
| | 51,7 | Марко Підгаєцький Москва    | Москва        | 15.08.1925    |          |       |
| Рекорд СРСР. Результат не міг бути визнаний рекордом УРСР, оскільки М. Підгаєцький у 1925—1926 роках представляв московський «Харчовик». Крім того, результат був показаний за межами УРСР та у зв'язку з цим не міг бути визнаний рекордом УРСР згідно з тогочасними правилами реєстрації республіканських рекордів. |      |                             |               |               |          |       |
| 4 | 52,7 | Михайло Хейфіц Київ         | Харків        | 16-21.08.1927 |          |       |
| Спартакіада УСРР, ф1: 1. Михайло Хейфіц 52,7. |      |                             |               |               |          |       |
| 5 | 50,8 | Марко Підгаєцький Харків    | Київ          | 12.07.1928    |          |       |
| Рекорд СРСР. Чемпіонат УРСР, спортивний майданчик залізничників на Солом'янці, ф1: 1. Марко Підгаєцький 50,8. |      |                             |               |               |          |       |
| | 50,4 | Марко Підгаєцький Харків    | Москва        | 17.08.1928    |          |       |
| Рекорд СРСР. Всесоюзна спартакіада, стадіон профспілки харчовиків, заб. Результат був показаний за межами УРСР та у зв'язку з цим не міг бути визнаний рекордом УРСР згідно з тогочасними правилами реєстрації республіканських рекордів.                                                                             |      |                             |               |               |          |       |
| | 50,2 | Марко Підгаєцький Харків    | Москва        | 19.08.1928    |          |       |
| Всесоюзна спартакіада, стадіон профспілки харчовиків, ф1: 1. Марко Підгаєцький 50,2. Результат був показаний за межами УРСР та у зв'язку з цим не міг бути визнаний рекордом УРСР згідно з тогочасними правилами реєстрації республіканських рекордів.                                                                |      |                             |               |               |          |       |
| 6 | 50,6 | Марко Воликов Харків        | Київ          | 24.08.1937    |          |       |
| Загальносоюзні змагання майстрів спорту. |      |                             |               |               |          |       |
| 7 | 50,5 | Марко Воликов Харків        | Київ          | 02.10.1938    |          |       |
| Чемпіонат УРСР, ф1: 1. Марко Воликов 50,5. |      |                             |               |               |          |       |
| 8 | 50,1 | Марко Воликов Харків        | Харків        | 1-5.10.1938   |          |       |
| |      |                             |               |               |          |       |
| 9 | 49,9 | Євген Буланчик Київ         | Москва        | 19.08.1948    |          |       |
| |      |                             |               |               |          |       |
| 10 | 49,6 | Петро Чевгун Київ           | Москва        | 10.08.1948    |          |       |
| |      |                             |               |               |          |       |
| | 49,6 | Євген Буланчик Київ         | Харків        | 5-12.09.1948  |          |       |
| Чемпіонат СРСР, стадіон «Динамо», ф1: 1. Євген Буланчик 49,6. 2. Петро Чевгун (Київ) 50,0. 3. Микола Пономарьов (Москва) 50,1. |      |                             |               |               |          |       |
| 11 | 49,3 | Петро Денисенко Київ        | Будапешт      | 20.08.1949    |          |       |
| Х Міжнародні студентські ігри, десятиборство. |      |                             |               |               |          |       |
| 12 | 48,9 | Петро Чевгун Київ           | Москва        | 06.09.1949    |          |       |
| Чемпіонат СРСР, стадіон «Динамо», ф2: 1. Сергій Комаров (Москва) 48,6. 2. Петро Чевгун 48,9. 3. Петро Денисенко (Київ) 49,8. |      |                             |               |               |          |       |
| | 48,6 | Іван Бондаренко Київ        | Ленінград     | 24-30.08.1952 |          |       |
| Чемпіонат СРСР, стадіон імені С. М. Кірова, ф2: 1. Ардаліон Ігнатьєв (Ленінград) 48,2. 2. Іван Бондаренко 48,6. 3. Едмундс Пілагс (Рига) 49,2. |      |                             |               |               |          |       |
| 13 | 48,6 | Іван Бондаренко Київ        | Душанбе       | 30.10.1952    |          |       |
| |      |                             |               |               |          |       |
| 14 | 48,4 | Іван Бондаренко Київ        | Бухарест      | 07.08.1953    |          |       |
| IV Всесвітній фестиваль молоді та студентів, стадіон «Республіка», ф4: 1. Ардаліон Ігнатьєв 46,8. 2. М. Філо 48,0. 3. Едмундс Пілагс 48,3. 4. Іван Бондаренко 48,4. 5. Л. Сентгалі 48,9. 6. Ференц Бантхальмі 50,6.                                                                                                   |      |                             |               |               |          |       |
| 15 | 48,3 | Іван Бондаренко Київ        | Москва        | 26.08.1953    |          |       |
| Чемпіонат СРСР, стадіон «Динамо», ф3: 1. Ардаліон Ігнатьєв (Ленінград) 46,9. 2. Едмундс Пілагс (Рига) 48,1. 3. Іван Бондаренко 48,3. 4. Тимофій Шевченко (Одеса) 48,8. 5. Юрій Біттер (Ленінград) 49,6. 6. Юрій Літуєв (Ленінград) DNS.                                                                               |      |                             |               |               |          |       |
| 16 | 48,2 | Леонід Бартенєв Київ        | Целє          | 22.08.1955    |          |       |
| |      |                             |               |               |          |       |
| 17 | 48,1 | Леонід Бартенєв Київ        | Київ          | 05.07.1956    |          |       |
| |      |                             |               |               |          |       |
| 18 | 47,9 | Абрам Кривошеєв Чернівці    | Тарту         | 11.08.1958    |          |       |
| |      |                             |               |               |          |       |
| | 47,8 | Арнольд Мацулевич Київ      | Москва        | 10.08.1959    |          |       |
| Спартакіада УРСР, Республіканський стадіон імені М.Хрущова, ф1: 1. Арнольд Мацулевич 47,8. 2. Григорій Свербетов (Одеса) 48,2. 3. Абрам Кривошеєв (Чернівці) 48,2. 4. Юрій Фокін (Львів) 48,3. 5. А. Гаврюшенко (Черкаси) 49,0.                                                                                       |      |                             |               |               |          |       |
| 19 | 47,8 | Арнольд Мацулевич Київ      | Москва        | 10.08.1959    |          |       |
| ІІ Спартакіада народів СРСР, Центральний стадіон імені В. І. Леніна, ф2: 1. Ардаліон Ігнатьєв (Ленінград) 47,6. 2. Арнольд Мацулевич 47,8. 3. Олексій Гарбуз (Ленінабад) 48,2. 4. Костянтин Грачов (Ленінград) 48,3. 5. Володимир Марков (Москва) 48,4. 6. Євген Аракелян (Москва) 48,5.                              |      |                             |               |               |          |       |
| 20 | 47,3 | Арнольд Мацулевич Київ      | Москва        | 5-6.09.1959   |          |       |
| Матчева зустріч СРСР-Велика Британія: 1. Д. Райтон 47,0. |      |                             |               |               |          |       |
| 21 | 47,1 | Вадим Архипчук Київ         | Москва        | 16.08.1961    |          |       |
| VII Загальносоюзна спартакіада профспілок, ф1: 1. Вадим Архипчук 47,1. 2. Костянтин Грачов (Дніпропетровськ) 47,9. 3. Анатолій Шевцов (Краснодар) 48,7. |      |                             |               |               |          |       |
| 22 | 46,9 | Вадим Архипчук Київ         | Київ          | 04.09.1961    |          |       |
| |      |                             |               |               |          |       |
| 23 | 46,8 | Вадим Архипчук Київ         | Москва        | 12.08.1962    |          |       |
| Чемпіонат СРСР, Центральний стадіон імені В. І. Леніна, ф1: 1. Вадим Архипчук 46,8. 2. Григорій Свербетов (Москва) 47,2. 3. Віктор Бичков (Москва) 47,3. |      |                             |               |               |          |       |
| 24 | 46,7 | Вадим Архипчук Київ         | Белград       | 12.09.1962    |          |       |
| Чемпіонат Європи, стадіон Народної армії, 2пф4: 1. Ганс-Йоахім Реске 46,1. 2. Адріан Меткалф 46,2. 3. Єжи Ковальський 46,3. 4. Вадим Архипчук 46,7. 5. Маріо Фраскіні 47,0. 6. Ронні Сунессон 47,4. |      |                             |               |               |          |       |
| 25 | 46,4 | Вадим Архипчук Київ         | Київ          | 11.07.1963    |          |       |
| Спартакіада УРСР, ф1: 1. Вадим Архипчук 46,4. |      |                             |               |               |          |       |
| 26 | 46,3 | Вадим Архипчук Київ         | Москва        | 20.07.1963    |          |       |
| Матчева зустріч СРСР-США, ф2: 1. Уліс Вільямс 46,2. 2. Вадим Архипчук 46,3. |      |                             |               |               |          |       |
| 27 | 45,6 | Віктор Бураков Київ         | Сочі          | 29.05.1979    |          |       |
| Рекорд СРСР |      |                             |               |               |          |       |

### Електронний хронометраж
Рекорди УРСР з бігу на 400 метрів за електронним хронометражем почали фіксуватись, починаючи з 1977.
| | Час   | Атлет                        | Місто змагань    | Дата змагань | Примітки    | Відео |
| --- | ----- | ---------------------------- | ---------------- | ------------ | ----------- | ----- |
| | 46,86 | Євстюнін Володимир Одеса     | Карл-Маркс-Штадт | 25.06.1977   |             |       |
| ф6. |       |                              |                  |              |             |       |
| 1 | 46,62 | Євстюнін Володимир Одеса     | Тбілісі          | 16.06.1978   |             |       |
| Міжнародні змагання на призи газети «Правда», стадіон «Динамо» імені В. І. Леніна, заб. |       |                              |                  |              |             |       |
| 2 | 46,45 | Віктор Бураков Київ          | Тбілісі          | 17.06.1978   |             |       |
| Міжнародні змагання на призи газети «Правда», стадіон «Динамо» імені В. І. Леніна, ф2: 1. Сергій Ловачов (Чита) 46,40 (рекорд СРСР серед юніорів). 2. Віктор Бураков 46,45. 3. Євстюнін Володимир (Одеса) 46,69. 4. Ремігіюс Валюліс (Вільнюс) 46,77. 5. Павло Рощин (Одеса) 47,08. 6. Володимир Ващенко (Южно-Сахалінськ) 47,13. 7. В'ячеслав Доценко (Ростов-на-Дону) 47,22. 8. Валерій Юрченко (Краснодар) 47,49. |       |                              |                  |              |             |       |
| 3 | 46,34 | Віктор Бураков Київ          | Вільнюс          | 24.07.1978   |             |       |
| |       |                              |                  |              |             |       |
| 4 | 46,15 | Віктор Бураков Київ          | Подольськ        | 19.08.1978   |             |       |
| Рекорд СРСР. День бігуна, ф1: 1. Віктор Бураков 46,15. |       |                              |                  |              |             |       |
| 5 | 46,02 | Віктор Бураков Київ          | Москва           | 26.07.1979   |             |       |
| Спартакіада народів СРСР, Центральний стадіон імені В. І. Леніна, пф1. |       |                              |                  |              |             |       |
| 6 | 45,57 | Віктор Бураков Київ          | Москва           | 06.07.1980   |             |       |
| Меморіал братів Знаменських, Центральний стадіон імені В. І. Леніна, ф2: 1. Віктор Маркін (Новосибірськ) 45,34. 2. Віктор Бураков 45,57. 3. Сергій Ловачов (Московська обл.) 45,89. 4. Микола Чернецький (Москва) 45,94. 5. Михайло Лінге (Москва) 46,40. 6. Ремігіюс Валюліс (Вільнюс) 46,43. 7. Павло Рощин (Одеса) 46,50. 8. Віталій Федотов (Чарджоу) 46,93.                                                     |       |                              |                  |              |             |       |
| 7 | 45,11 | Валентин Кульбацький Донецьк | Фукуока          | 01.09.1995   |             |       |
| Універсіада, «Хакатаноморі», 2пф1: 1. Валентин Кульбацький 45,11. 2. Есворт Кумбс 45,54. 3. Дмитро Косов 45,66. 4. Арно Малерб 45,94. 5. Девід Гріндлі 46,15. 6. Масайосі Кан 46,73. 7. Леонард Бірд 46,81. 8. Рампа Мосвеу 47,23. |       |                              |                  |              |             |       |
| 8 | 45,01 | Віталій Бутрим Суми          | Алмати           | 25.07.2015   |             |       |
| Меморіал Гусмана Косанова, ф1: 1. Віталій Бутрим 45,01. 2. Євген Гуцол 45,92. 3. Хашемі Саджа 46,02. 4. Махді Замані 46,04. 5. Сергій Зайков 46,89. 6. Айтжан Байсбаєв 47,46. 7. Ельнур Мухітдінов 47,93. 8. Максим Муштаєв 48,07. |       |                              |                  |              |             |       |
| 9 | 44,94 | Олександр Погорілко Суми     | Віллемстад       | 28.04.2024   | [ 1 ] [ 2 ] |       |
| Curacao SprintFest, Ergilio Hatostadion, 1заб1: 1. Олександр Погорілко 44,94. 2. Лімарвін Боневасія 45,21. 3. Робін Вандербемден 45,90. 4. Ремсі Ангела 46,07. 5. Флоран Мабілель 46,10. 6. Ісая Бурс 46,65. |       |                              |                  |              |             |       |
| 10 | 44,81 | Олександр Погорілко Суми     | Мадрид           | 27.06.2025   | [ 3 ]       |       |
| Командний чемпіонат Європи, Вальєермосо, 1заб2: 1. Семюел Ріардон 44,60. 2. Олександр Погорілко 44,81. 3. Патрік Шимон Еньїнгі 44,84. 4. Йонас Фейфферс 45,13. 5. Максиміліан Швед 45,18. 6. Тео Андан 45,21. 7. Джордж Джон Франкс 45,46. 8. Жан-Поль Бредо 46,64. |       |                              |                  |              |             |       |
| 0 років, 0 днів від дати встановлення |       |                              |                  |              |             |       |